# 5 карбованців «Державний банк»
Державний банк (рос. Государственный банк) — ювілейна монета СРСР вартістю 5 карбованців, випущена 3 жовтня 1991 року. Державний банк СРСР, Держбанк СРСР — центральний банк Радянського Союзу. У 1921 році з початком проведення нової економічної політики було створено Державний банк РРФСР. Він почав свої операції 16 листопада 1921. У 1923 році Державний банк РРФСР був перетворений у Державний банк СРСР. Під час розпаду СРСР 20 грудня 1991 Державний банк СРСР був скасований, і всі його активи і пасиви, а також майно на території РРФСР передані Центральному банку РРФСР (Банку Росії).

## Історія
З 1988 року випускалася серія монет номіналом у 5 карбованців, присвячена старовинним містам, пам'яткам архітектури, історичним місцям Росії. Ця серія монет випускалася аж до 1991 року. Монета карбувалася на Ленінградському монетному дворі (ЛМД).

## Опис та характеристики монети
| Номінал крб. | Метал                 | Маса грам | Діаметр мм. | Гурт                           | Тираж штук              |
| ------------ | --------------------- | --------- | ----------- | ------------------------------ | ----------------------- |
| 1            | мідно-нікелевий сплав | 19,8      | 35          | гладкий із заглибленим написом | 2 500 000 350 000(пруф) |

### Аверс
У верхній частині диска — Державний герб Союзу Радянських Соціалістичних Республік (являє собою зображення серпа і молота на фоні земної кулі, в променях сонця і в обрамленні колосся, перев'язаних п'ятнадцятьма витками стрічки); під гербом — напис «СССР», знизу — велика цифра «5», під нею — півколом розміщено слово «РУБЛЕЙ» ще нижче уздовж канта знаходиться дата випуску монети — «1991».

### Реверс
В центрі зображення візерункових воріт на тлі будівлі Державного банку в Москві. Вгорі уздовж зовнішнього ободку монети півколом напис «ГОСУДАРСТВЕННЫЙ БАНК». Знизу у два рядки напис «МОСКВА XIX ВЕК».

### Гурт
Два вдавлені написи «ПЯТЬ РУБЛЕЙ», між ними дві вдавлені п'ятикутні зірки.

## Автори
- Художник: А. В. Бакланов
- Скульптор: С. М. Іванов

## Вартість монети
Ціну монети — 5 карбованців встановив Держбанк СРСР у період реалізації монети через його філії. Сучасна вартість монети звичайного випуску серед колекціонерів України (станом на 2014 рік) становить понад 40 гривень.